# Vergüenza ajena (programa de televisión)
Vergüenza ajena  es un programa de televisión que tuvo su primera emisión el 9 de mayo de 2016. La cadena que lo televisa es Movistar +, y su productora “La Competencia Producciones”. Este programa se encuentra dentro del género de entretenimiento.
El programa es una adaptación nacional de "Ridiculousness", que se ha emitido en los Estados Unidos durante siete temporadas. Asimismo, también está disponible en Francia, Italia y Holanda, Bélgica y África.
Un programa con los mejores vídeos de Internet, que muestra el lado más surrealista y sorprendente de la humanidad. Este programa es presentado por Luis Fernández, más conocido como Lucho Fernández o Perla. Es el actor que interpretó a Culebra en Los Protegidos y Salva en el Mar de Plástico. Lo acompañan Corina Randazzo (del programa un príncipe para Corina) y Mbaka Oko ex de un grupo de hip-hop. El invitado debe ser amigo de Luis Fernández. Entre los asistentes encontramos caras conocidas como Luis Fonsi o Mario Vaquerizo.
En la segunda temporada Lorena Castell reemplaza a Corina Randazzo.
Son 45 videos por capítulo, seleccionados por una empresa dedicada a seleccionar videos virales. Además, en cada episodio, el presentador estará acompañada de múltiples invitados que comentarán el video, entre ellos Ana Polvorosa, Fonsi Nieto, Aless Gibaja y Miranda Makaroff.